# Literatur Costa Ricas
Die Literatur Costa Ricas ist die Literatur des zweitkleinsten spanischsprachigen Staates Lateinamerikas, welcher der aus dem spanischen Generalkapitanat Guatemala hervorgegangenen Zentralamerikanischen Konföderation bis 1838 angehörte und danach selbstständig wurde. Wie in den anderen Staaten Zentralamerikas setzte hier eine eigenständige literarische Entwicklung erst viel später ein als in den Zentren Mexiko, Peru oder in der La-Plata-Region. Dazu trug bei, dass Costa Rica bis in die 1840er Jahre nur durch die Umschiffung von Kap Hoorn erreichbar war. Die Literatur des kleinen Landes führte lange Zeit ein Schattendasein und fand erst gegen Ende des 20. Jahrhunderts Beachtung außerhalb der Landesgrenzen. Heute drückt sich in der Literatur des Landes ein europäisches Lebensgefühl stärker aus als in anderen Literaturen Zentralamerikas.

## Vorgeschichte
Die Ureinwohner des Nordens Costa Ricas waren kulturell von den Hochkulturen Zentralamerikas beeinflusst, die des Südens von Stämmen aus dem heutigen Kolumbien (u. a. den Chibcha), entwickelten jedoch keine eigene Schriftkultur. Die Bewohner der Cordillera de Talamanca bedienten sich allerdings der Knotenschrift mit dem Quipu, die auch die Inka verwendeten.
Die spanische Kolonialzeit brachte keine relevanten literarischen Werke hervor. Erst um 1830 entstanden die ersten Druckereien und wurden die ersten Zeitungen in dem kleinbäuerlich besiedelten Land verlegt. Eine mächtige Pflanzeraristokratie existierte hier nicht. Der Kaffeeexport förderte jedoch den Aufstieg einer liberalen Händleroligarchie und brachte dem Land seit den 1840er Jahren einen Modernisierungs- und Wachstumsschub, der alle gesellschaftlichen und kulturellen Bereiche umfasste, so auch das Erziehungssystem und andere staatliche Institutionen.

## 1890–1990: Romantik und Costumbrismo

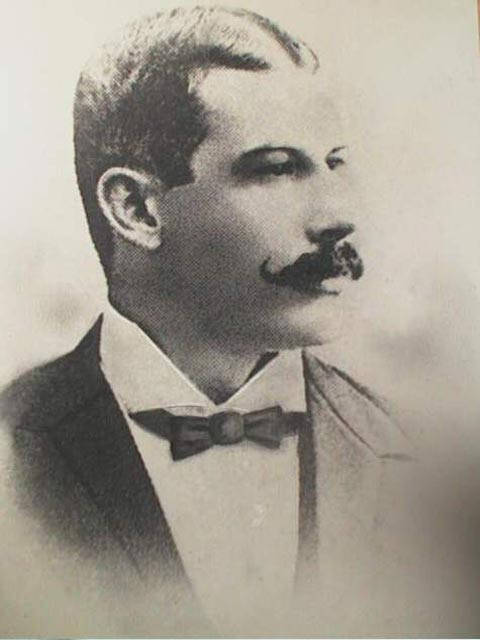
Aquileo Echeverría

Die sich seit etwa 1880/90 konstituierende Nationalliteratur mit ihren weitgehend auf die Hauptstadt San José konzentrierten Institutionen (Nationalbibliothek, -archiv, -theater. Liceo der Costa Rica), ihren Mythen und Helden huldigte weitgehend dem säkularen Kult des Positivismus. Vertreter einer solchen positivistischen, zugleich antiamerikanischen und antikatholischen Ideologie war der Philologe Carlos Gagini (1865–1925), der Essays, Grammatiken, Wörterbücher der indigenen Sprachen, historische Erzählungen, Theaterstücke und Zarzuelas verfasste. Als Begründer einer realistischen Erzähltradition kann Manuel Argüello Mora (1834–1902) gelten. Der als Waisenkind bei seinem Onkel, dem Präsidenten Juan Rafael Mora Porras, aufgewachsene Argüello Mora, der in La trinchera (1899) den desaströsen Feldzug seines Onkels gegen den US-amerikanischen Filibuster William Walker 1856 schilderte und ihm 1859 zeitweise ins Exil folgte, verfasste mit Luisa, Mi familia und Misterio (1887/88) die ersten, der Romantik und dem Costumbrismo verhafteten Romane Costa Ricas sowie später weitere historische Romane und Erzählungen. Er wird wie auch der Lyriker Pío Víquez, der Romanautor Jenaro Cardona und der Historiker Manuel de Jesús Jiménez Oreamuno zur Generación del Olimpo (auch Elite des Olimpio, Generación del 900 oder Lira costarricense) gezählt, einer Generation, die die Kultur des liberalen Nationalstaats in Opposition zum Machtanspruch der Katholischen Kirche begründeten. Deren wichtigster Vertreter war der Journalist und Diplomat Manuel González Zeledón (Magón, 1864–1936) mit seinem Roman La propia (1909) und seinen Cuadros de costumbres.
Ländliche Lebensformen spiegeln sich in der Lyrik des mit Rubén Darío befreundeten Aquileo Echeverría (1866–1909). Echeverría gilt heute noch als Costa Ricas Nationalpoet. Joaquín García Monge (1881–1958) schrieb den ersten bedeutenden Roman Costa Ricas El moto (1900) über einen armen jungen Bauern, der sich der Poesie verschrieben hat, und seine Geliebte. Monge gründete 1919 die demokratisch-pazifistische Kulturzeitschrift Repertorio Americano, ein bedeutendes Diskussionsforum der Intellektuellen des Landes. Zeitweise wurde er des Anarchismus verdächtigt.

## 1920–1950: Vom Simbolismo zum sozialen Realismus derGeneración del 40
Der Costumbrismo dominierte in Costa Rica wie in anderen Regionen Lateinamerikas bis in die 1920er Jahre. Nach der Diktatur Federico Tinoco Granados’, die 1919 endete, wirkten jedoch verstärkt europäische Einflüsse auf das Werk der Autoren Costa Ricas. Vom Simbolismo beeinflusst waren die Gedichte Fernando Centeno Güells, die in den 1930er und 1940er Jahren entstanden. Als konservativer Vertreter eines metaphysischen Modernismo kann Roberto Brenes Mesén (1874–1947) gelten, der politisch gegen die Dominanz der United Fruit Company kämpfte, jedoch 1939 in die USA auswanderte. In den 1930er Jahren entwickelten sich auch avantgardistische Strömungen; doch blieb die Prosaliteratur der Beschreibung der nach der Weltwirtschaftskrise instabilen politischen und sozialen Wirklichkeit des Landes verhaftet.

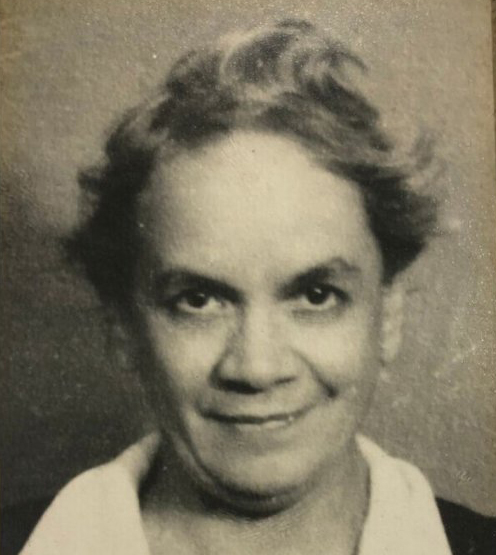
Abbildung von Carmen Lyra auf der costaricanischen 20.000-Colones-Banknote

Das Elend der Bananenproduzenten war seit Generationen ein Dauerthema der Literatur Costa Ricas, zuerst beschrieben von Carmen Lyra (1888–1949), einer zentralen Figur des Partido Comunista Costarricense in Bananos y hombres (1933). Lyras 1920 erschienener Band mit Kurzerzählungen Cuentos de mi tía Panchita („Erzählungen meiner Tante Pachita“) wurde einer der Klassiker der Literatur Costa Ricas; er enthält auch Anleihen an ein Märchen der Brüder Grimm. Die Sozialreformen der 1940er Jahre und die gescheiterte Rebellion von 1948 änderten an der Situation wenig. Wichtige Vertreter der sozialrebellischen Generación del 40 waren Carlos Luis Fallas (1909–1966) und Fabián Dobles (1918–1997). Fallas, der wohl bekannteste Autor dieser Zeit und Anführer des Bananenarbeiterstreiks von 1934, verarbeitete seine eigenen Erfahrungen als Arbeiter auf den Plantagen der United Fruit Company in dem Roman „Die grüne Hölle“ (Mamita Yunai, 1940), der in deutscher Übersetzung zuerst 1954 in der DDR erschien. Dobles schuf mit Ese que llaman pueblo (1942) den ersten Roman Costa Ricas zu Großstadtthemen. Seine Aktivistenrolle in der Kommunistischen Partei kostete ihn seine Stelle als Lehrer; so musste er als Korrespondent der kubanischen und sowjetischen Presse arbeiten. Seit den 1960er Jahren wurde sein Werk wieder sehr geschätzt und vielfach ausgezeichnet.

## 1950–1990: Anschluss an die internationale Literatur
Nach dem Bürgerkrieg von 1948, in dem einige Autoren wie Carmen Lyra das Land verließen, verschärfte sich die Sozialkritik; gleichzeitig stieg das Interesse an regionalen Themen. Joaquín Gutiérrez (1918–2000) wurde in Deutschland durch den Roman „Die Glut und ihr Schatten“ (1963) bekannt, der ebenfalls die Zustände auf den Plantagen behandelte. In der DDR erschien 1956 sein preisgekrönter Kindheitsroman „Cocori“. Carmen Naranjo (1928–2012), zeitweise Kulturministerin sowie Botschafterin in Israel, wurde in den 1960er Jahren durch Romane, Kurzgeschichten und Lyrik bekannt. Ihr zahlreiche Themen umspannendes, auch stilistisch innovatives Werk – sie reduziert Personen weitgehend auf Stimmen – ist von US-amerikanischen Autoren ebenso beeinflusst wie durch Carlos Fuentes oder Juan Rulfo. Der ehemalige Diplomat, Vizeaußenminister und Kulturminister Alberto Cañas (1920–2014) beschreibt in seinem Roman Los molinos de Dios („Die Mühlen Gottes“, 1992) in traditionellem Erzählstil das Schicksal der oft aus Deutschland stammenden Kaffeepflanzer und ihre Rolle in der Politik des Landes. 1971 gründete er die Compañía Nacional de Teatro. Zu den sozialkritischen Dichtern zählen auch Jorge Delbravo (1938–1967) und der Diplomat Laureano Albán (1942–2022), beide aus der Vulkanregion Turrialba. Degrano schrieb angeblich seine ersten Gedichte auf Bananenblättern und kochte seine violette Tinte aus Beeren. Er starb bei einem Motorradunfall. Julieta Pinto (1921–2022) hatte das harte Leben der Landbevölkerung kennengelernt, bevor sie Literatursoziologie in Paris studierte und Sprach- und Literaturwissenschaft an der Universidad Nacional de Costa Rica in Heredia unterrichtete. Seit den 1960er Jahren experimentiert sie in ihren zahlreichen Büchern mit modernen Erzählformen.

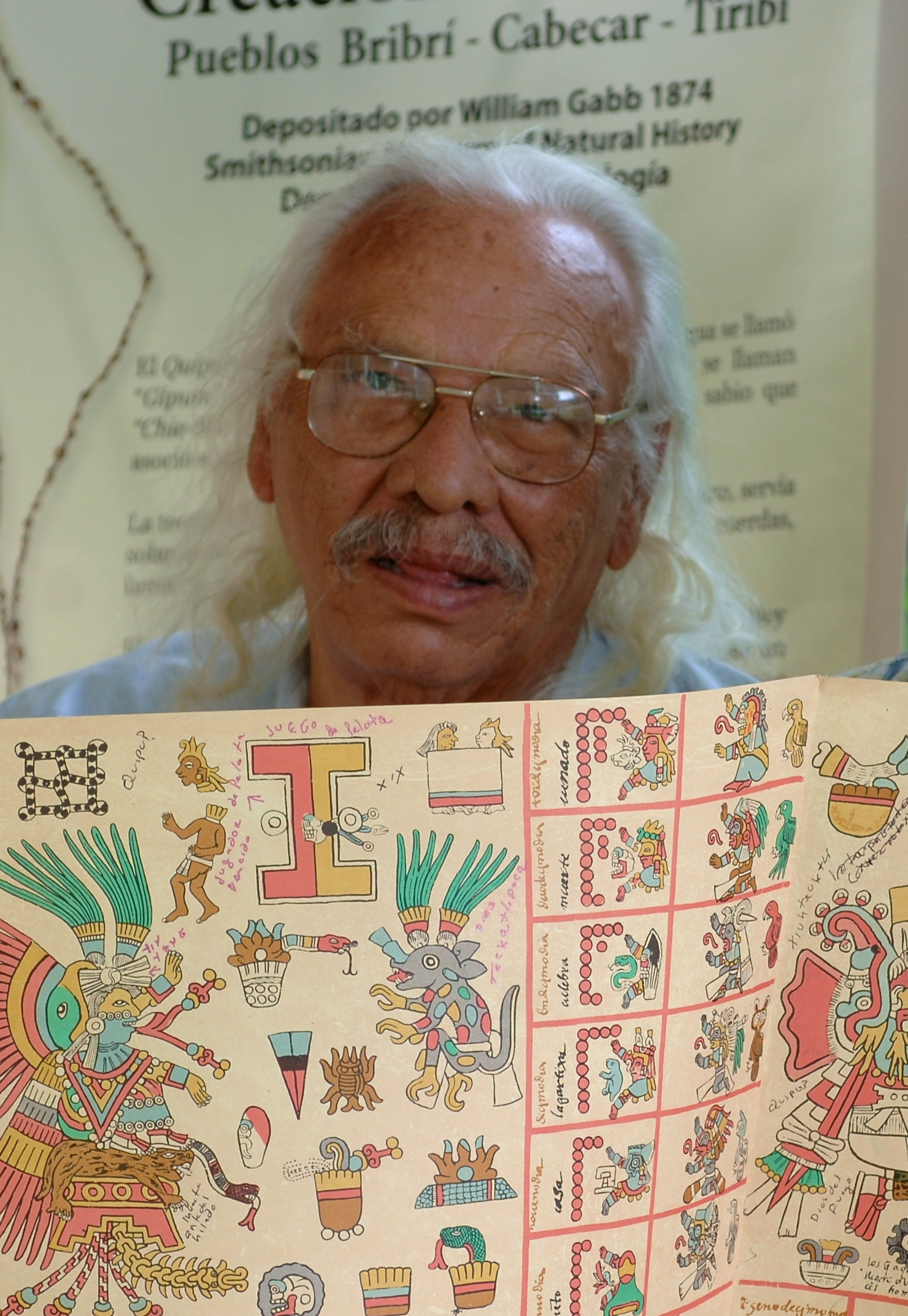
José León Sánchez mit dem aztekischen Codex Borbonicus (2014)

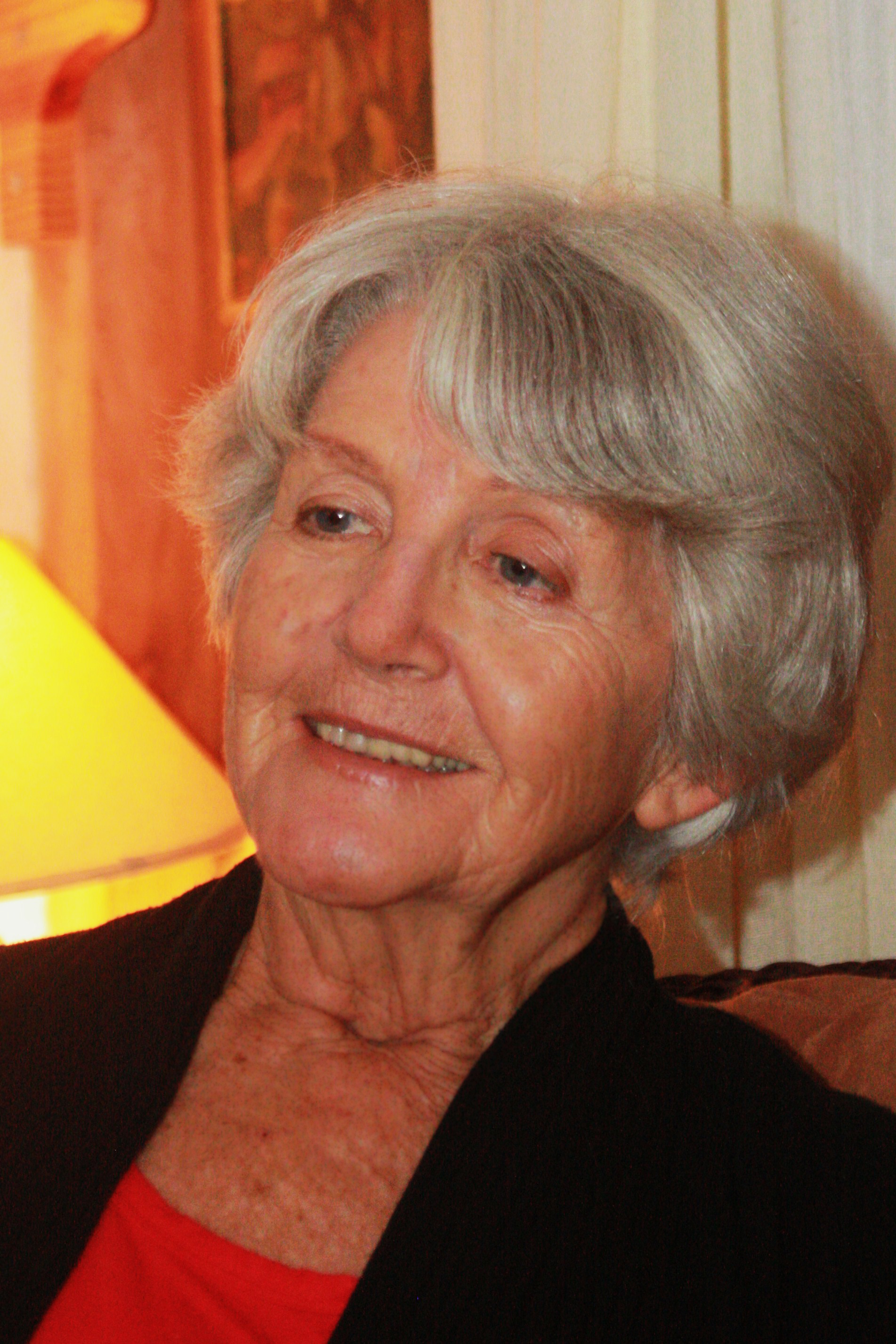
Tatiana Lobo

Seit den 1980er Jahren weitete sich der Blick der Autoren und bezog zunehmend internationale Entwicklungen und literarische Strömungen ein. Auch der historische Roman fand wieder Freunde: Die Zerstörung des Aztekenreiches aus der Sicht der Unterlegenen behandelt der sozial und kulturell vielfältig engagierte Parlamentarier und Politiker José León Sánchez (1929–2022), Sohn indianischer Eltern, in seinem in viele Sprachen übersetzten, in Millionenauflage verkauften Roman „Tenochtitlan. Die letzte Schlacht der Azteken“ (Tenochtitlan – La última batalla de los aztecas), Mexiko-Stadt (1984). Sánchez saß zwanzig Jahre in Haft, nachdem er versuchte, von Spaniern geraubte Schätze für die Ureinwohner zu entwenden. Er schrieb etwa 30 Bücher und war zuletzt Professor für präkolumbianische Kultur an der Universität von Costa Rica. Er ist wohl der im Ausland bekannteste Autor aus Costa Rica und erhielt zahlreiche Auszeichnungen für sein Werk. Die 1939 in Chile geborene Tatiana Lobo, die 1963 nach Deutschland ging und seit 1966 in Costa Rica lebt, schreibt aus Historikerperspektive über die Zerstörung des Paradieses und der Alltagswelt der indigenen Völker durch die Kolonisatoren (Asalto al paraíso, 1992). Ihre Bücher wurden in mehrere Sprachen übersetzt. Calypso (dt. „Hahnenbräute“, 1999) handelt vom Leben in einem kleinen Hafen der abgelegenen Karibikküste Costa Rica.
Zu nennen sind ferner die Romane „Die Freunde und der Wind“ (Los amigos y el viento) von Virginia Grütter Jiménez (1929–2000), die darin ihre Kindheit im faschistischen Deutschland und der unmittelbaren Nachkriegszeit verarbeitet hat und „Der wundersame Krieg“ (La guerra prodigiosa) des Lyrikers, Roman- und Theaterautors, Essayisten und Diplomaten Rafael Angel Herra (* 1943) sowie das vielfältige, von schwarzem Humor durchtränkte Alltagswelt der Werk von Alfonso Chase (* 1944), das das Milieu der Jugendlichen der Hauptstadt San José schildert.

## 1990–2010: Die Generation der Enttäuschung
Die neuere Literatur Costa Ricas hat sich in relativer Isolation von anderen lateinamerikanischen Literaturen, auch von der der Nachbarländer, entwickelt. Es fehlt das Thema „Diktatur“, es gibt keinen Indigenismo; nach einer längeren Phase des Gewaltverzichts und Friedens spiegeln die Themen die Situation einer entwickelten urbanen Gesellschaft, die unter den rigiden neoliberalen Reformen leidet und deren junge Generation immer schlechtere Bildungsmöglichkeiten und Berufsperspektiven für sich sieht und mit dem Gedanken an die Auswanderung in die USA spielt. Auch die Sensibilität für ökologische Themen ist hoch. Die neue costa-ricanische Literatur wirkt somit „europäischer“ als die anderer lateinamerikanischer Länder; sie hat einige Themen mit der spanischen „Literatur der Krise“ oder der „Entrüsteten“ (indignados) gemein.
Fernando Contreras Castro (* 1963) ist ein wichtiger Vertreter dieser jüngeren skeptischen „Generation der Enttäuschung“. In gewisser Weise kann er als Nachläufer des Magischen Realismus gelten. Sein Roman Única mirando al mar (1993) behandelt das Müllproblem und die Verschmutzung der Flüsse. Los Peor (1995) ist 2002 (Neuauflage Zürich 2011) auch in deutscher Sprache erschienen. Hier mischt sich die Sicht des Autors auf das Leben der Unterschichten und Randgruppen mit Motiven und Figuren aus der griechischen Mythologie. Das zeigt sich auch in seinem 2003 auch in deutscher Sprache erschienen Entwicklungsroman „Der Mönch, das Kind und die Stadt“ über ein missgebildetes einäugiges Kind aus einem Bordell in San José, in dem sowohl der Mythos vom Reisen Polyphem als auch die Probleme einer vergifteten Umwelt gekonnt verknüpft werden.
Warren Uloa (* 1981), Autor des preisgekrönten Romans Bajo la lluvia Dios no existe („Unter dem Regen gibt es keinen Gott“, 2011), der einige Kontroversen auslöste, befasst sich mit den Problemen Jugendlicher, mit Drogenkonsum, Abtreibung, Selbstmord, Sexualität und Pädophilie, wobei er auch die katholische Kirche und die Evangelikalen attackiert. Auch die Mittelamerikapolitik der US-Regierung gehört zu seinen Themen. Die Genregrenzen durchbricht Luis Chaves (* 1969) mit seiner Lyrik bzw. experimentellen lyrischen „Poetik der kleinen Dinge“, durch die er bekannt wurde (zuerst 2006 mit Asfalto). Beeinflusst von der Filmästhetik transformierter Alltägliches, Abgelegenes und Anekdotisches in Ereignisse mit Symbolcharakter. 2012 und 2013 erschienen seine schmalen Gedichtbände La foto und Debajo de esto hay algo mejor in deutscher Übersetzung (Das Foto und Hier drunter liegt was Besseres), 2014 der Roman oder besser: die Chronik Salvapantallas. Wiederkehrende Themen des Schriftstellers und Verlegers Guillermo Barquero (* 1979) sind Krankheit und Trauer (Tierras raras, 2019).

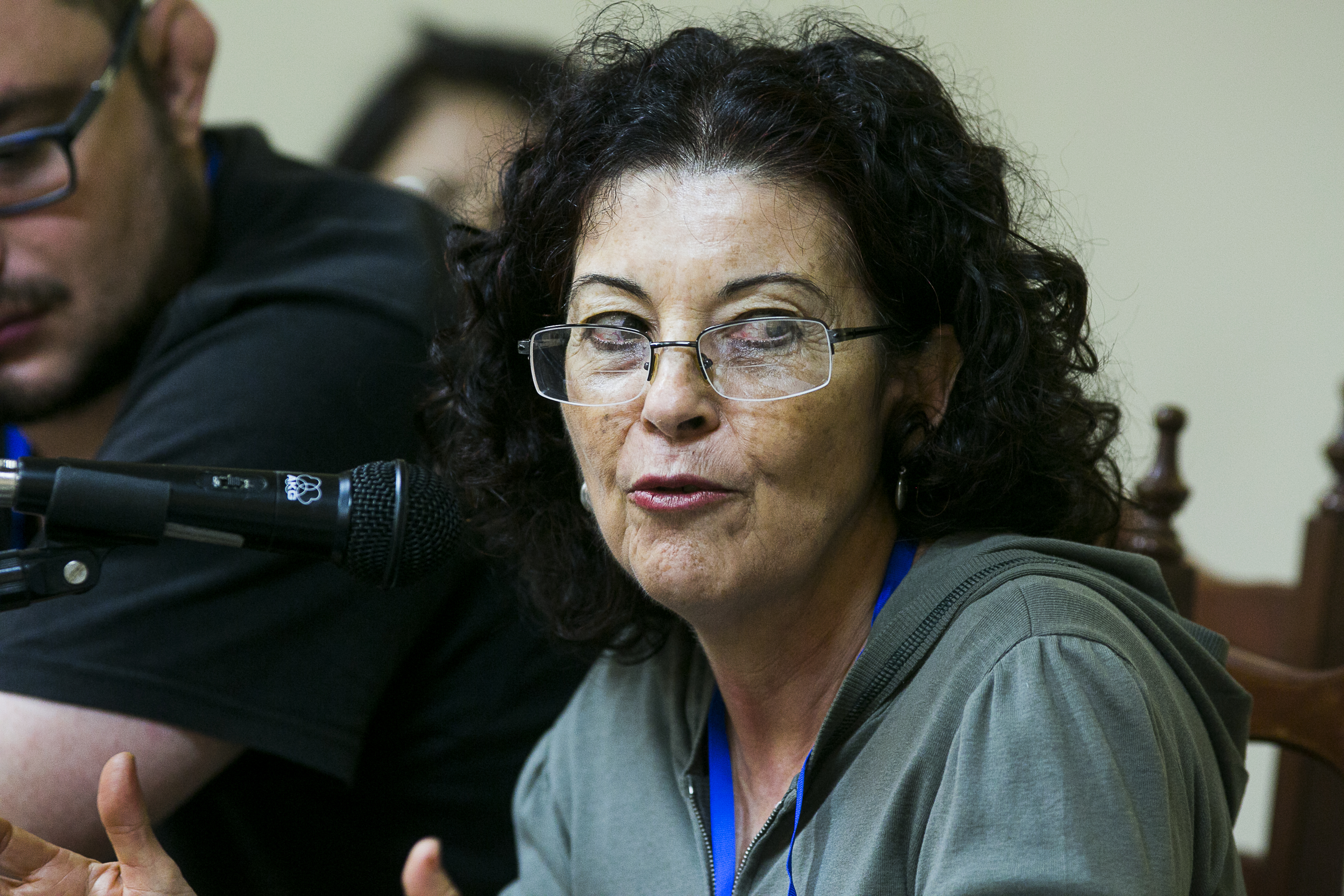
Anacristina Rossi

Frauen sind in der Literatur Costa Ricas sehr präsent. In mehrere Sprachen übersetzt wurde der provozierende Roman María la noche (1985) der ökofeministischen Autorin Anacristina Rossi (* 1952), die damit eine neue Ära der Literatur Costa Ricas einleitete. 1991 gründete die Pädagogin Linda Berrón Sañudo (* 1951 in Spanien) die Buchreihe Mujeres, in der Erzählerinnen zu Wort kommen, darunter die von ihr herausgegebene Anthologie Relatos de Mujeres (1993).

## Neue Themen: Migration, Feminismus, Popkultur
Die zeitgenössischen Autoren Costa Ricas – wie auch andere zentralamerikanische Schriftsteller – bedienen sich ohne große Bedenken einer ganzen Bandbreite vielfältiger narrativer Techniken und Ressourcen. Sie machen Anleihen bei den unterschiedlichsten Genres. Dazu bemerkt der costa-ricanische Romancier und Essayist Carlos Cortés (* 1962), dass „die zeitgenössische Generation in Costa Rica sowohl in Bezug auf die Literatur, die Kunst und die Kultur, aber auch in Bezug auf die Geschlechterverhältnisse in einem Moment der ‚Trans-Gattung‘ lebt“. In seinem Roman Cruz del olvido (1999) rechnet er mit den revolutionären Illusionen Lateinamerikas ab. Cortés ist auch nicht nur für seine Romane, sondern auch für sein essayistisches Werk bekannt.
Jessica Clark Cohen (* 1969) wurde durch Fantasy- und Science-Fiction-Erzählungen bekannt. In ihren Erzählungen spiegeln sich Einflüsse der Popkultur und des Kinos. Die Lyrikerin und Erzählerin Carla Pravisani (* 1976 in Argentinien) lebt seit 2002 in Costa Rica und befasst sich u. a. mit dem Thema Migration. Weibliche Themen wie Geburt, weibliche Sexualität oder Mutterschaft behandelt Karla Sterloff (* 1975) in La mordiente (2014). Erotische Poesie schreibt die Soziologin Laura Fuentes Belgrave (* 1978), die auch Anthologien zu den allgegenwärtigen Themen Pädophilie, sexuelle Gewalt und Inzest herausgegeben hat (Antierótica feroz, 2013).

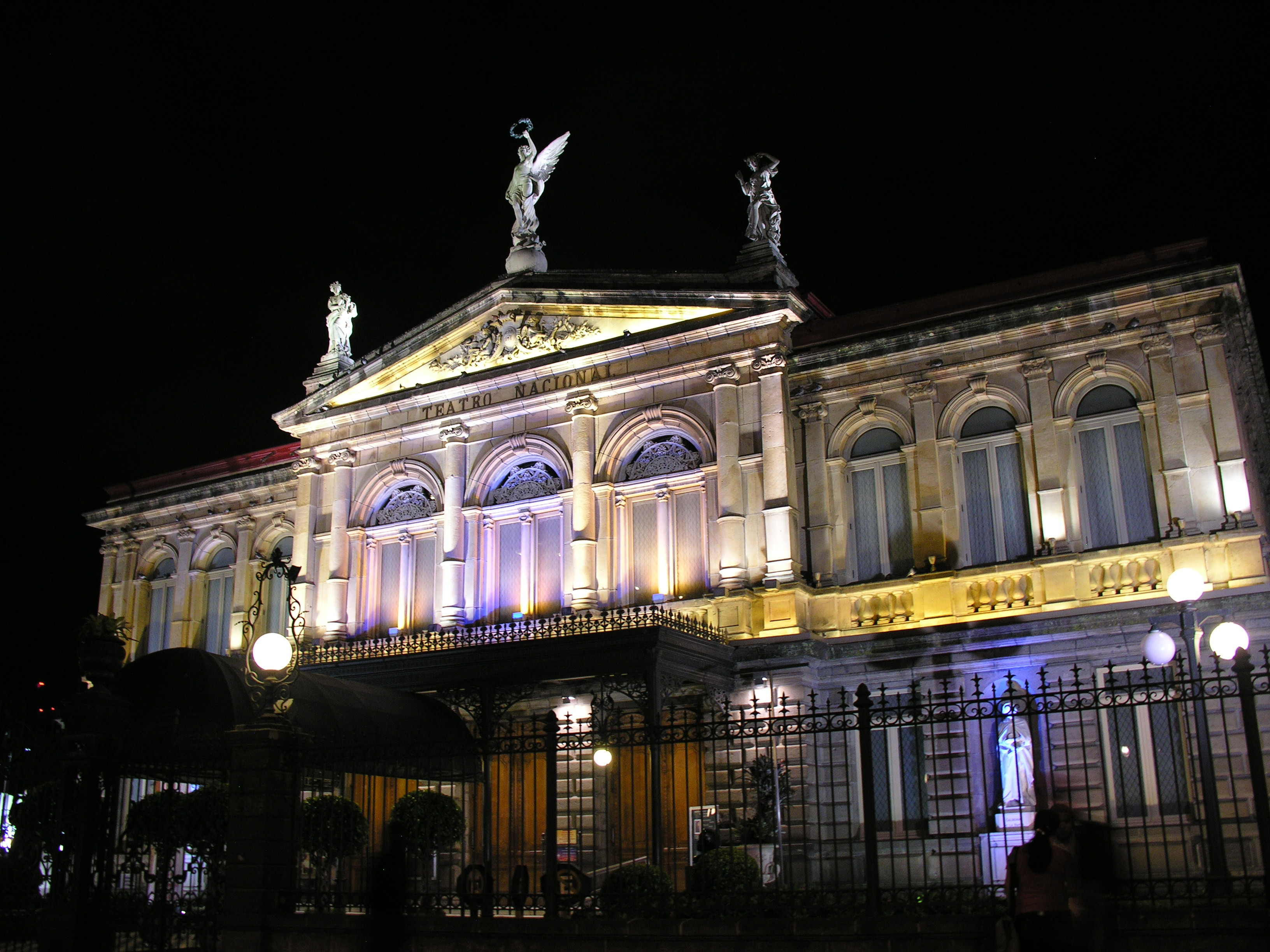
Das Nationaltheater in San José wurde 1897 mit einer Aufführung von Goethes Faust eröffnet.

In der Hauptstadt San José existiert eine blühende Theaterszene. Neben dem 1897 eröffneten Nationaltheater, das auch Tanz und Artistik pflegt, ist das Teatro Popular Melico Salazar eine wichtige Spielstätte; hinzu kommen mehrere meist kleine Bühnen.

## Buchproduktion und Literaturpreise
Digitale Medien, Blogs, Schreib- und Literaturkurse spielen schon aus ökonomischen Gründen eine zunehmende Rolle bei der Verbreitung von Texten in dem kleinen Land, das zwar eine vielseitige Buchproduktion aufweist, die jedoch selten grenzüberschreitend wirkt.
Wichtigste Kulturpreise sind der seit 1962 verliehene Premio Nacional de Cultura Magón für Kunst und Literatur, der 2017 an José León Sánchez ging, sowie der seit 1964 in zehn Kategorien vergebene Premio Nacional Aquileo J. Echeverría, den Fernando Contreras Castro zweimal erhielt. Die Universidad Nacional de Costa Rica vergibt den Premio UNA Palabra für Drama, Poesie und Roman.